# فرح بنغلاديش

الحياة البنغالية' كتبت في ابجدية البنغالية

فرح بنغلاديش (بالبنغاليةজয় বাংলা) هو التحية، والشعار، وصيحة الحرب الأكثر استخداماً في جمهورية بنغلاديش وولاية غرب البنغال  الهندية من البنغال الغربية للإشارة إلى القومية تجاه المنطقة الجغرافية والسياسية والثقافية والتاريخية للبنغال وبانجاماتا (ويعرف أيضا باسم ماء البنغالية أو الأم البنغال).أو «انتصار للبنغال» أو «حائل البنغال».

## التاريخ
لم يعرف أصل سعادة البنغالية بشكل واضح في الميثاق المكون من 11 نقطة تم طرحها باريشاد سانجرام تنظيم ساربادالييا في 4 يناير 1969.بعد الإفراج عن الشيخ مجيب الرحمن، لمتابعة عقد تجمعا في الأرض «رامنا مسار السباق» في 22 فبراير 1969، وتكريمه وعندما منحت مجيب عنوان بانجاباندهو، نداءات الفرح البنغالية جاءت من جميع أنحاء الحديقة بالنداء له.
كان شعار الفرح البنغالية لهذا الفرح باهيني موكتي التي ناضلت من أجل استقلال بنغلاديش خلال «حرب تحرير بنغلاديش» في عام 1971.بعد تحرير بنغلاديش، 27 مارس 1971 الرئيسية ضياء الرحمن بث إعلان لإعلان الاستقلال باسم الشيخ مجيب الرحمن. اغتيال الشيخ مجيب الرحمن، محله خونداكار مشتاق أحمد البنغالية الفرح «زينداباد بنغلاديش».

## شعار بنغلاديش الوطني
اصدارت المحكمة العليا في بنغلاديش في 4 ديسمبر 2017 بتوجه من حكومة بنغلاديش لشرح «لماذا ستعلن البنغالية الفرح لا كشعار في المكان».

## في الثقافة الشعبية
في 7-مارس-1971 دعا إلى الاستقلال الشيخ مجيب الرحمن وطلب شعب بنغلاديش لشن حملة كبرى للمدني والمقاومة المسلحة المنظمة في جمع أسلحة من الناس المعقود في «الأرض مسار سباق» في دكا.
قائد القوات: «تحية اليك!» (البنغالية: سلامه)
القوات: «النصر للبنغال!» (البنغالية: فرح بنغالية)
التحية «بنغال فرح» هي الشعار الرسمي لرابطة عوامي. تستخدم عبارة «بنغال فرح، بنغلاديش فرح» من قبل أعضاء الحزب في نهاية الخطابات والبلاغات المتعلقة أو الإشارة إلى الوطنية تجاه بنغلاديش والشيخ مجيب بنغلاديشي.
وقد أعطت العبارة اسمها أيضا لفرح البنغالية الأسبوعية (1971)، واحدة من اثنين من الناطقين الرسميين للحكومة المؤقتة موجيبناجار، التي قادت حرب استقلال بنغلاديش.
الفرح البنغالية بانجلار الفرح، والأغاني الوطنية والشعبية. كان لحن التوقيع سواجيد البنغالية بيتار كندرا.
حفل البنغال فرح: الحفل السنوي المنفعة من قبل الشباب البنغالية.
جائزة البنغال فرح للشباب؛ وهو الحدث الرئيسي لجائزة شباب بنغال.